# Sarichioi, Tulcea

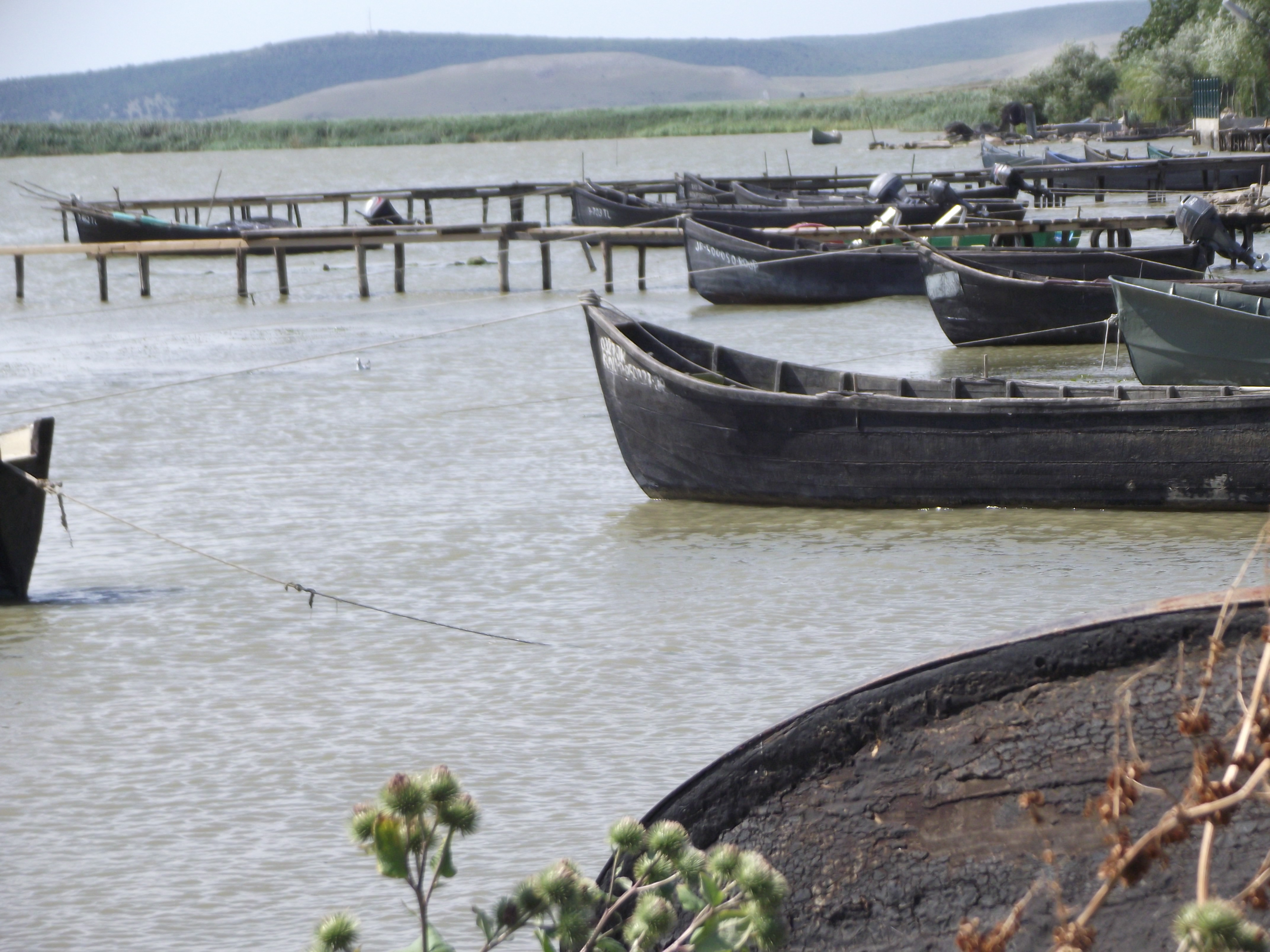
Sarichioi, Portul pescăresc, 2013.

Sarichioi este satul de reședință al comunei cu același nume din județul Tulcea, Dobrogea, România.

## Istorie
În epoca romană târzie, aluviunile dunărene învăluie capul Pteros (Πτεροϛ Ακρα, adică al aripilor, menționat de istoricul antic Herodot), transformând golfurile Argamos și Halmyris în limane, printre care cel astăzi denumit Lacul Razim. În anul 370 se stabilesc în zonă, mai întâi ca aliați ai Romanilor, Goții, dar puțin timp după aceasta, ei părăsesc Dobrogea pentru a porni spre Roma, pe care o jefuiesc. În anul 970, Țarul Rusiei kievene Sviatoslav I își stabilește tabăra, numită Pereiaslavăț, nu departe de aici, dar este alungat anul următor de către greci. După câteva decenii petrecute în stăpânirea tătărească, dobrogeană, apoi munteană, Imperiul Otoman pune mâna pe regiune în 1422. Apare atunci denumirea de Sarîköy (Sarichioi) care înseamnă "sat galben" în limba turcă. În decursul perioadei otomane, populației băștinașe de Dicieni (Românii Dobrogeni) i se adaugă numeroși refugiați Lipoveni persecutați în Imperiul Rus, între anii 1654 și 1796, în două mari valuri: primul după răscoala lui Bulavin, pe vremea lui Petru cel Mare, al doilea, în timpul țarinei Ecaterina a II-a (1762-1796). Aceștia din urmă, devenind majoritari, au fost însoțiți și de cazaci, care au denumit Razim limanul Iancina. În 1878, ca toată regiunea, satul Sarichioi a fost integrat regatului României.